# 족자

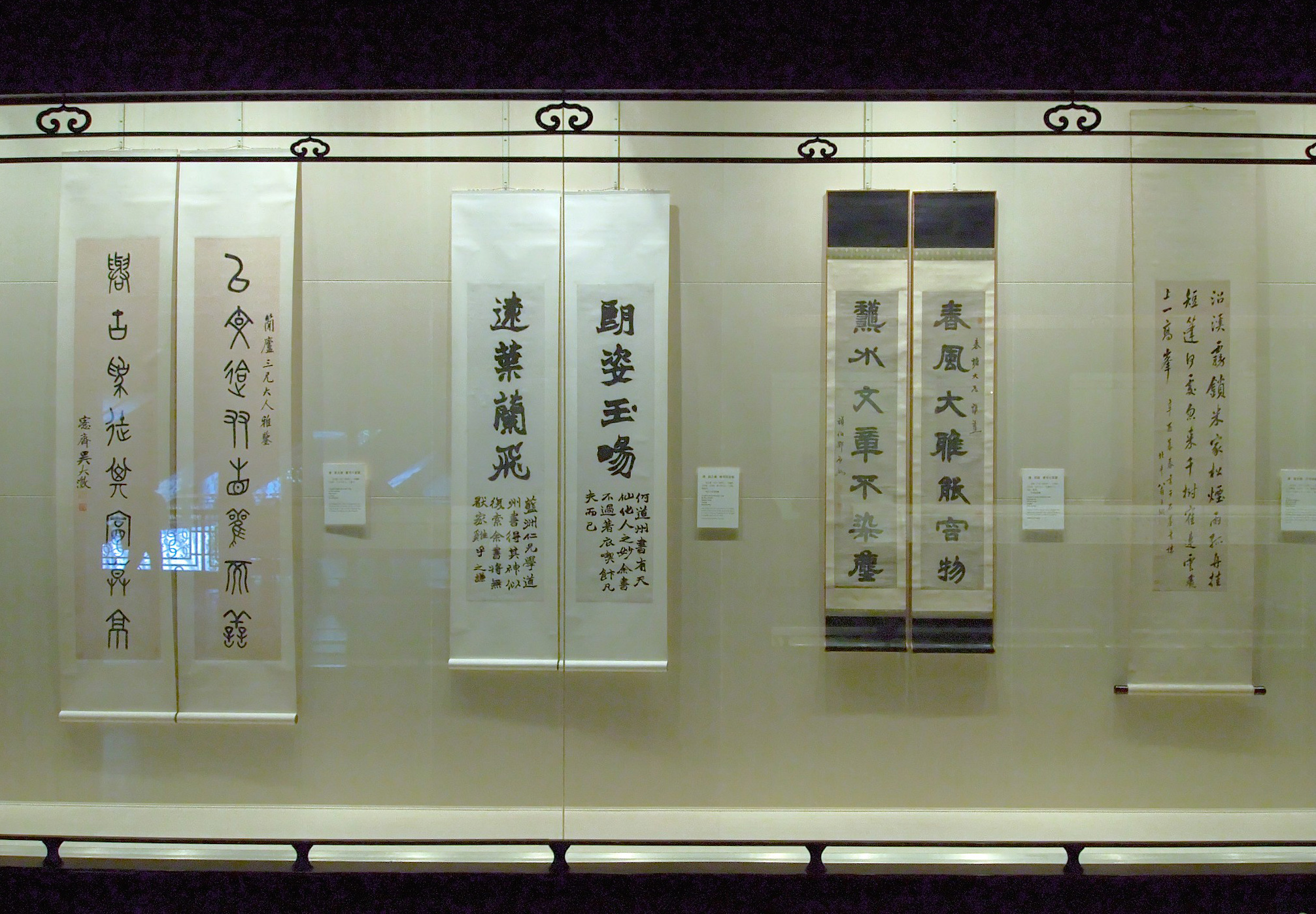
중국의 족자. (상하이)

족자(簇子, 영어: hanging scroll)는 동아시아의 그림과 서예를 전시하기 위한 수많은 전통적인 방식들 가운데 하나이다. 족자는 감상을 목적으로 방에 걸어둔다.
족자는 일반적으로 짧은 기간 동안 전시한 다음 보관을 위해 말아서 묶어 놓을 목적으로 만들어진다. 족자는 계절이나 시기에 따라 다른 것으로 대체되며, 이러한 작품들은 영구적인 전시를 목적으로 하지는 않는다.

## 역사
중국에서 두루마리는 최초 형태의 문헌이나 기타 텍스트로 기원하며, 죽간과 명주로 되어있다. 최초의 족자는 초기 중국 역사에서 명주로 개발된 것과 관련되어 있다.

## 설명
족자는 예술가가 벽에 세로 형태로 자신의 예술작품을 전시할 수 있게 한다. 동아시아 그림 및 서예에서 가장 흔한 형태의 두루마리들 가운데 하나이다.

## 형식

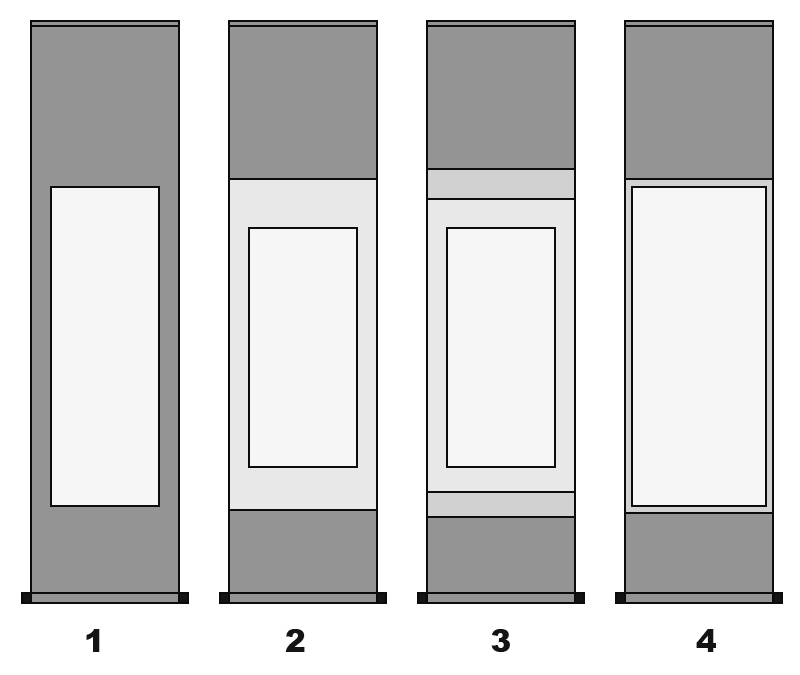
(1) 일색식, (2) 이색식, (3) 삼색식, (4) 선화장

족자에는 여러 가지 형식이 있는데, 중국의 경우 일색식(一色式), 이색식(二色式), 삼색식(三色式), 북송 휘종의 연호를 딴 선화장(宣和裝) 또는 송식(宋式)이 있다.

## 같이 보기
- 두루마리